# Torus mandibulaire
Les tori mandibulaires (torus au singulier) sont des excroissances osseuses inconstantes s'apparentant à des tumeurs bénignes de la face postérieure du corps de la mandibule.
Les tori mandibulaires sont généralement présents près des prémolaires et au-dessus de l'insertion du muscle mylo-hyoïdien.

## Variations
Ils sont plus fréquents dans les populations asiatiques et inuites et sont légèrement plus fréquents chez les hommes,.
On pense que les tori mandibulaires sont causés par plusieurs facteurs.